# Downe
Downe är en by och en stadsdel (district) i kommunen London Borough of Bromley i London i Storbritannien. 
Downe ligger 5,5 km sydväst om Orpington och 22,9 km sydöst om Charing Cross. Downe ligger i en skogbevuxen dal, och en stor del av byns centrala delar är oförändrad på länge; den före detta byskolan fungerar nu som byns samlingshus.

## Downe House
Vetenskapsmannen och fadern till evolutionen Charles Darwin levde i Down House, i fyrtio år, från 1842 till sin död 1882. Han tillbringade en stor del av sitt liv, inklusive tiden då han skrev Om arternas uppkomst, i byn, och hans hus har sedermera öppnats för allmänheten, med en stor del av hans möbler och föremål återplacerade i huset.
Down House och dess omgivning nominerades 2007 till att bli ett världsarv, men 2010, när beskedet skulle komma, kom istället beskedet att beslutet hade skjutits upp. Det är i nuläget oklart om huset kommer att klassas som ett världsarv.

## Berömda invånare
- Charles Darwin (1809-1882), naturalist
- Sir John Lubbock (1803-1865), bankir, advokat, matematiker och astronom, far till John Lubbock
- John Lubbock (1834-1913), bankir, biolog, arkeolog och liberal politiker
- Olive Willis (1877–1964), grundare av Downe House School
- Nigel Farage (född 1964), politiker